# 10 mars dans les chemins de fer
10 février 10 avril
Chronologies thématiques
- Croisades
- Sports
- Disney

Cette page concerne des événements qui se sont déroulés un 10 mars dans les chemins de fer.

## Événements

### XIXesiècle
- 1876.  France :    ouverture[1] du tronçon reliant Bourg-en-Bresse à Simandre-sur-Suran, long d'environ 22 kilomètres, de la ligne du Haut-Bugey. Ligne ouverte par tronçons du fait de son profil difficile.

### XXesiècle
- 1925.  France :    ouverture de la section Croix-Rouge - Mabillon de la ligne 10 du métro de Paris